# Kateřina Smutná

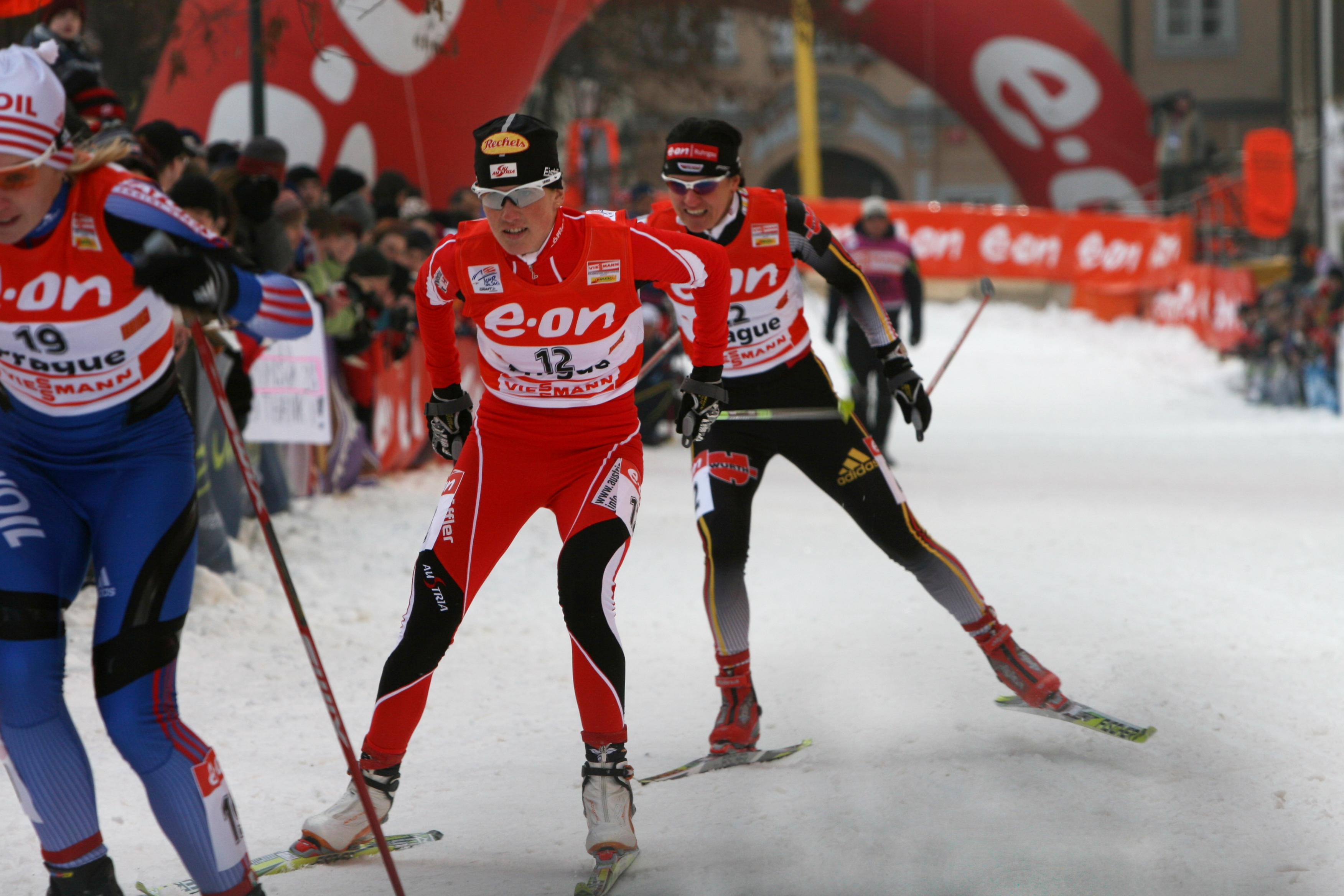
Kateřina Smutná (Tour de Ski, 2007)

Kateřina Smutná (* 13. června 1983 Jablonec nad Nisou) je bývalá česká běžkyně na lyžích, která v letech 2006–2016 reprezentovala Rakousko. Od roku 2015 se věnovala především dálkovým běhům, dříve svých nejlepších výsledků dosahovala ve sprintech a obstojně si vedla i v distančních závodech klasickou technikou. Zúčastnila se sedmi mistrovství světa v klasickém lyžování (dvakrát za Česko a pětkrát za Rakousko) a dvou zimních olympijských her (pouze za Rakousko). Je svobodná a žije se svým trenérem, servismanem a přítelem, Radimem Dudou střídavě v tyrolském St. Ulrich am Pillersee a v Jablonci nad Nisou.

## Sportovní kariéra
V dětství se nejprve věnovala moderní gymnastice, k níž jí přivedla její matka – bývalá závodnice a pozdější trenérka. V jedenácti letech však vyhrála školní závody v běhu na lyžích a rodiče ji přihlásili do Ski klubu Jablonec, kde ji začal trénovat Radim Duda. Poprvé zvítězila na mistrovství ČR jako mladší dorostenka a potom již každý rok na MČR získala alespoň jednu zlatou medaili. V roce 2002 se stala mistryní ČR v kategorii dospělých v klasickém sprintu. V roce 2002 byla zařazená do ženského reprezentačního družstva po bok Kateřiny Neumannové. Její trenér Radim Duda se stal asistentem reprezentačního trenéra Stanislava Frühaufa.
V roce 2003 však byla z české reprezentace vyloučena. Trenér Frühauf ji na Mistrovství světa ve Val di Fiemme nařkl, že sabotovala závod (v běhu na 10 km skončila po léčbě antibiotiky 51.) a za dva dny ji z reprezentace vyloučil. Podle Frühaufa se Smutná s Dudou odmítali přizpůsobit centrální reprezentační přípravě. V následující sezóně přešla ze Ski klubu Jablonec do Fenix Ski Teamu Jeseník a zároveň získala angažmá v rakouském klubu HSV Saalfelden. V roce 2004 odmaturovala na gymnáziu v Jablonci. Radim Duda od roku 2004 pracoval u rakouské reprezentace jako servisman a Smutná mohla díky tomu s reprezentací trénovat a jezdit všude s nimi, ovšem bez nároku na plat a bez možnosti startovat ve Světovém poháru. Rakouský lyžařský svaz (Österreichischer Skiverband) jí zařadil do programu, ve kterém každý rok uděluje Rakousko občanství významným osobám. To získala v březnu 2006. V prvních letech bydleli v německém Schlechingu nedaleko rakouských hranic a tréninkového centra v Rupholdingu, později se přestěhovali do bytu v St. Ulrich am Pillersee.
V sezóně 2006/07 tak po tříleté pauze znovu mohla startovat ve Světovém poháru. V rakouské reprezentaci se jí stýskalo jen po štafetách, neboť až do roku 2013 byla jedinou rakouskou reprezentantkou v běhu na lyžích, která získávala body ve Světovém poháru a startovala na Mistrovství světa. Po jedenáctém místě na Mistrovství světa 2007 v Sapporu vstoupila do rakouské armády, čímž se mohla účastnit přípravy na Hochfilzenu, kde je víc lyžařů–běžců. Rakousko dvakrát reprezentovala na zimních olympijských hrách. Ve Vancouveru 2010 se umístila na 11. místě ve sprintu klasicky, na 29. místě ve skiatlonu 15 km a na 32. místě v závodě na 30 km klasicky s hromadným startem. Po slavnostním vyhlášení bronzové medaile, kterou získala mužská běžkařská štafeta na olympiádě ve Vancouveru, začali s Dudou zvažovat možnost návratu do české reprezentace. Na ZOH 2014 v Soči skončila na 22. příčce v závodu na 10 km klasicky a na 46. příčce ve skiatlonu 15 km.
V sezóně 2014/15 se rozhodla specializovat se na dálkové běhy série Ski Classics a získala 2. místo v La Sgambedě v Livignu a zvítězila na Jizerské padesátce.
V souvislosti se změnou působení jejího partnera Radima Dudy, který se stal trenérem české ženské reprezentace, se rozhodla znovu závodit pod českou vlajkou. Mezinárodní lyžařská federace její žádosti vyhověla a Smutná se tak od podzimu 2016 zařadila mezi české reprezentanty.
Po závěru sezóny 2020/2021, kterou zakončila osmým místem ve stokilometrovém švédském závodě Årefjällsloppet, díky čemuž si zajistila čtvrtou pozici v celkové klasifikaci Ski Classics tohoto ročníku, oznámila ukončení své závodní kariéry.

## Největší úspěchy
- na Mistrovství světa v klasickém lyžování 2007 v Sapporu obsadila 11. místo ve sprintu
- na Mistrovství světa v klasickém lyžování 2009 v Liberci obsadila 24. místo na 10 km klasicky
- v závodech Světového poháru se dvanáctkrát umístila v top ten:
  - 28. ledna 2007 Otepää, sprint - 10. místo
  - 14. března 2007 Drammen, sprint - 10. místo
  - 27. února 2008 Stockholm, sprint - 7. místo
  - 29. listopadu 2008 Kuusamo, sprint - 7. místo
  - 16. ledna 2009 Whistler, sprint - 4. místo
  - 17. ledna 2009 Whistler, kombinace 15 km - 8. místo
  - 6. února 2010 Canmore, sprint - 4. místo
  - 21. ledna 2013 Otepää, sprint - 5. místo
  - 16. února 2013 Davos, sprint - 5. místo
  - 13. března 2013 Drammen, sprint - 8. místo
  - 19. ledna 2014 Szklarska Poręba, 10 km klasicky - 10. místo
  - 30. listopadu 2014 Ruka, 10 km klasicky - 9. místo
- 11. ledna 2015 Bedřichov, 50 km klasicky – 1. místo, Jizerská padesátka
- 25. ledna 2015 Trento, 57 km klasicky – 1. místo, Marcialonga
- 6. března 2016 Vasův běh, 90 km klasicky – 1. místo[10]
- 29. ledna 2017 Trento, 57 km klasicky – 1. místo, Marcialonga[11]
- 19. února 2017 Bedřichov, 50 km klasicky – 1. místo, Jizerská padesátka